# 火赤哈儿·的斤
火赤哈儿·的斤（？—1286年），是高昌回鶻亦都護巴而术·阿而忒·的斤曾孙，马木剌·的斤之子。高昌回鶻是大蒙古国的附庸。
马木剌·的斤死后，1266年（元朝至元三年），火赤哈儿·的斤嗣为亦都護。当时窝阔台汗国海都反对忽必烈叛乱，威胁畏兀儿。火赤哈儿的斤奉命收抚因遭海都之乱而离散的畏兀儿之众。元朝为了防御海都，在西域设立别失八里元帅府与和州（高昌西州、今吐鲁番）等处宣慰使，畏兀儿断事官改为北庭都护府。1275年，察合台汗国大汗都哇率兵十二万入侵高昌，胁其投降。亦都护拒绝，誓称“生以此城为家，死以此城为墓”，坚守其城六个月，都哇虽未克城，逼火赤哈儿·的斤嫁女也立亦黑迷失求和。战后，撤围而去（火州之戰）。元世祖嘉赏其功，命尚元定宗女巴巴哈儿公主，返镇火州，后以火州荒残，火赤哈儿·的斤移居哈密力，1283年左右（一说1286年），海都、都哇又突袭哈密力，火赤哈儿·的斤被杀。三子：紐林·的斤、钦察台、雪雪·的斤。 

## 延伸阅读
[在维基数据编辑]
 《新元史/卷116》，出自柯劭忞《新元史》